# Struviaux
Le Struviaux appelé aussi Struvia ou Strouvia est un cours d'eau de Belgique, affluent du Samson et faisant donc partie du bassin versant de la Meuse. Il coule en province de Namur.

## Étymologie
Le nom de Struviaux ou Struvia veut dire à l'origine : Bois humides.

## Parcours
Le ruisseau de Struviaux prend sa source aux étangs du château de Petit-Wallay à Ohey dans le Condroz namurois à une altitude de 268 m. Le ruisseau traverse ensuite les bois d'Ohey et les fonds de Nihée (étangs). Arrivées à Haltinne, ses eaux sont déviées pour remplir les douves entourant complètement l'imposant château du XVIIe siècle. Le cours d'eau arrose ensuite le hameau de Strud avant de rejoindre Goyet et le Samson dans lequel il se jette à une altitude de 115 m. 
Le Struviaux a creusé au fil des millénaires les grottes de Goyet.